# Riki Džervejs
Riki Džervejs (engl. Richard Dene Gervais; Reding, 25. jun 1961) je britanski komičar, reditelj, producent i glumac poznat prvenstveno po ulozi Dejvida Brenta u U kancelariji i seriji Statisti.
Osim u TV serijama, glumio je i u filmovima i pravio turneje kao stand-up komičar. Izdavao je knjige s crtanim figurama zvanim Flanimals. Postojala je ideja za snimanje TV serije sa istoimenim nazivom ali se odustalo od nje.

## Filmografija

### Film
| Godina | Film                                           | Uloga              | Beleška          |
| ------ | ---------------------------------------------- | ------------------ | ---------------- |
| 2001.  | Dog Eat Dog                                    | Bouncer            |                  |
| 2005.  | Valiant                                        | Bugsy              | Glas             |
| 2006.  | For Your Consideration                         | Martin Gibb        |                  |
| 2006.  | Night at the Museum                            | Dr. McPhee         |                  |
| 2007.  | Stardust                                       | Ferdy the Fence    |                  |
| 2008.  | Ghost Town                                     | Dr. Bertram Pincus |                  |
| 2009.  | Night at the Museum: Battle of the Smithsonian | Dr. McPhee         |                  |
| 2009.  | The Invention of Lying                         | Mark Bellison      | pisac i reditelj |
| 2009.  | SpongeBob's Truth or Square                    | Narator            |                  |
| 2010.  | Cemetery Junction                              | Len Taylor         |                  |
| 2011.  | Flanimals                                      | glas               |                  |
| 2011.  | The Muppets                                    | Samog sebe         | Izbrisana scena  |
| 2012.  | The Wind in the Willows                        | Mole               |                  |
| 2014.  | Night at the Museum: Secret of the Tomb        | Dr. McPhee         |                  |
| 2020.  | The Willoughbys                                | The Cat            | glas             |

### Televizija
| Godina | Program                                            | Uloga            | Beleška                                                  |
| ------ | -------------------------------------------------- | ---------------- | -------------------------------------------------------- |
| 1998.  | The 11 O'Clock Show                                | Različite        | Nepoznate epizode                                        |
| 1999.  | Comedy Lab                                         | Clive Meadows    | Epizoda: "Golden Years"                                  |
| 2000.  | Bruiser                                            | Recurring        | 6 epizoda                                                |
| 2000.  | Meet Ricky Gervais                                 | Osobno           | 6 epizoda                                                |
| 2001.  | The Sketch Show                                    | Različite        | Nepoznate epizode                                        |
| 2001.  | The Office                                         | David Brent      | 2001–2003, (14 epizoda i dve božićne ) pisac, reditelj   |
| 2004.  | Alias                                              | Daniel Ryan      | Epizoda: "Alias epizode (3. sezona")                     |
| 2005.  | Kelsey Grammer Presents: The Sketch Show           | Različite        | Nepoznate epizode                                        |
| 2005.  | Extras                                             | Andy Millman     | 2005.–2007., (13 epizoda), napisao, reditelj, producirao |
| 2006.  | The Simpsons                                       | Charles Heathbar | Napisao epizodu: "Homer Simpson, This Is Your Wife"      |
| 2008.  | Ricky Gervais: Out of England-The Stand-Up Special | Lično            | Pisac                                                    |
| 2009.  | Comic Relief 2009.                                 | Lično            |                                                          |
| 2009.  | Sesame Street                                      | Lično            |                                                          |
| 2010.  | The Ricky Gervais Show                             | Lično            | sa Karlom Pilkingtonom & Stephenom Merchantom            |
| 2010.  | Louie                                              | Dr. Ben          | gost (epizoda "Dr. Ben/Nick" & "Gym")                    |
| 2010.  | An Idiot Abroad                                    | Lično            | sa Karlom Pilkingtonom & Stephenom Merchantom            |
| 2010.  | Conan                                              | Lično            | "Ricky-Leaks"                                            |
| 2011.  | Life's Too Short                                   | Lično            | sa Stephenom Merchantom & Warwickom Davisom              |
| 2011.  | The Office                                         | David Brent      | Epizoda: The Seminar                                     |
| 2011.  | The Simpsons                                       | Lično            | Epizoda: "Angry Dad: The Movie"                          |

### Video igre
| Godina | Naziv               | Uloga | Beleška |
| ------ | ------------------- | ----- | ------- |
| 2008.  | Grand Theft Auto IV | Lično |         |

## Spoljašnje veze
- Službena stranica Rikija Džervejza